# Catalina Maura Pou
Catalina Maura Pou (řeholním jménem: Catalina od svatého Tomáše z Villanovy; 4. září 1664, Palma de Mallorca – 18. ledna 1735, tamtéž) byla španělská řeholnice, augustiniánka a mystička.

## Život
Narodila se 4. září 1664 v Palma de Mallorca. Její matka zemřela při porodu.
Od dětství zažívala vize Panny Marie a připisovali jí konání zázraků. Tyto vize a mystické zážitky vedly k domněnkám o její posedlosti, pročež byl na ní vykonán exorcismus.
Roku 1686 se vyhnula sňatku a vstoupila do kláštera Augustiniánek v rodném městě. Zde přijala řeholní jméno Catalina od svatého Tomáše z Villanovy.
V jednom ze svých mystických zážitků měla komunikovat přímo s Ježíšem. Měla mít také zjevení svatého Augustina a Ramona Llulla, jehož dílo studovala.
Psala poezii a některá náboženská díla.
Zemřela 18. ledna 1735.

## Proces svatořečení
Proces byl zahájen 12. dubna 1937 v diecézi Mallorca.